# نادي تاور هامليتس
نادي تاور هامليتس (بالإنجليزية: Tower Hamlets Football Club)‏؛ نادٍ لكرة القدم، مقره في منطقة تاور هامليتس في لندن. وللفريق ملعب يتدرب فيه وهو ملعب فينيكس الرياضي في مدينة بارنيهيرست. حتى يوليو 2013، لعب النادي تحت اسم بيثنال جرين يونايتد (بالإنجليزية: Bethnal Green United)‏.

## التاريخ
تأسس النادي عام 2000 من قبل محمد نور الحق وأختر أحمد كنادٍ مجتمعي. لعب النادي في العديد من البطولات بما في ذلك دوري كاناري وارف الصيفي، ودوري لندن الداخلي لكرة القدم، ودوري لندن المتوسط، قبل الانضمام إلى دوري مقاطعة ميدلسكس. منح الفريق مكانة عليا بعد فوزهم في الدوري الممتاز في عام 2009، وتم ترقيتهم إلى دوري إسيكس لكرة القدم. في موسم 2009- 2010، احتل النادي المركز الخامس وفازوا بكأسين يديرهما دوري دوري إسكس، بفوزهما على نادي بورنهام رامبلرز لكرة القدم 4 - 1 في نهائي كأس جوردون براستيد التذكاري.
في نهاية موسم 2019- 2010، تم نقل النادي إلى القسم الأول من الدوري الشرقي للمقاطعات الجنوبية بعد انتقاله إلى ملعب فينيكس سبورتس في مدينة بارنيهيرست.

## مرتبة شرف
- دوري إسكس
  - الفائزين بكأس الدوري 2009-2010
  - الفائزون بكأس جوردون براستيد التذكاري 2009-2010
- دوري مقاطعة ميدلسكس
  - بطل الدوري الممتاز 2008-2009
  - الفائزين بكؤوس الدرجة الأولى 2007-2008
- كأس مقاطعة ميدلسكس المفتوحة
  - الفائزون 2008-2009
- برج هامليتس الدوري
  - البطل 2002-03
  - بطل كأس الدوري 2002–2003
- كأس مايورز تاور هاملت
  - الفائزون 2012

## السجلات
- أفضل أداء في كأس الاتحاد الإنجليزي : الجولة التأهيلية الأولى، 2010-1 2011[2]
- أفضل أداء فاز به اتحاد كرة القدم : الجولة الخامسة، 2011-2012[2]
- عدد الحضور القياسي: 468 ضد كلابتون، دوري إسكس، 25 أغسطس 2017[3]

## روابط خارجية
- موقع النادي